# 1205
1205 (MCCV) var ett normalår som började en lördag i den julianska kalendern.

## Händelser

### November
- 14 november – I slaget vid Älgarås stupar tre av sönerna, medan den fjärde, Erik Knutsson, undkommer och flyr till Norge, varifrån han startar ett uppror mot Sverker.

### Okänt datum
- Fullt krig utbryter mellan Sverker den yngre och Knut Erikssons söner.
- Andreas II efterträder Ladislaus III som kung av Ungern.

## Födda
- December – Alexios V Dukas, bysantinsk kejsare.
- Hadrianus V, påve.
- Radiyya Begum, regerande sultaninna av Delhi.

## Avlidna
- 14 november
  - Jon, son till Knut Eriksson (stupad i slaget vid Älgarås)
  - Knut, son till Knut Eriksson (stupad i slaget vid Älgarås)
  - Joar, son till Knut Eriksson (stupad i slaget vid Älgarås)